# Lucie Fityus
Lucie Fityus (Newcastle, 19 november 2000) is een Australisch wielrenster.

## Carrière
In 2022 werd Fityus onder meer tiende in het eindklassement van de Ronde van Thailand. In 2024 reed ze voor ARA | Skip Capital. Namens die ploeg nam ze deel aan onder meer de RideLondon Classique en de Ronde van Zwitserland.
In 2025 maakte Fityus de overstap naar het Franse St Michel-Preference Home-Auber93. In het voorjaar reed ze meerdere klassiekers, waaronder de Ronde van Vlaanderen, Parijs-Roubaix en Luik-Bastenaken-Luik. In juli stond ze aan de start van de Ronde van Frankrijk, waar ze in de tweede etappe buiten tijd over de finish kwam.

## Resultaten in voornaamste wedstrijden
| Jaar | Ronde van Italië | Ronde van Frankrijk | Ronde van Spanje |
| ---- | ---------------- | ------------------- | ---------------- |
| 2025 |                  | buiten tijd         |                  |

| Jaar | Ronde van Vlaanderen | Parijs-Roubaix | Luik-Bast.‑Luik |
| ---- | -------------------- | -------------- | --------------- |
| 2025 | 29e                  | 57e            | opgave          |

## Ploegen
- 2024 –  ARA | Skip Capital
- 2025 –  St Michel-Preference Home-Auber93